# Toužim
Toužim är en stad i Tjeckien.   Den ligger i regionen Karlovy Vary, i den västra delen av landet, 100 km väster om huvudstaden Prag. Toužim ligger 615 meter över havet och antalet invånare är 3 732.
Terrängen runt Toužim är platt.Runt Toužim är det ganska glesbefolkat, med 27 invånare per kvadratkilometer. Närmaste större samhälle är Horní Slavkov, 15,3 km nordväst om Toužim. Omgivningarna runt Toužim är en mosaik av jordbruksmark och naturlig växtlighet.